# Sebezhető felnőtt
A pszichológia, a szociológia, a szociális munka és a jogtudomány meghatározása szerint a kiszolgáltatott felnőtt vagy veszélyeztetett felnőtt olyan 18 év feletti személy, aki nem képes gondoskodni önmagáról. Olyan személyre is utalhat, aki nem képes megvédeni magát a jelentős károkozástól vagy kizsákmányolástól. Fontos megjegyezni, hogy ez nem feltétlenül jelenti azt, hogy a felnőtt nem eléggé cselekvőképes. Ahhoz, hogy a felnőtt kiszolgáltatottnak minősüljön, a felnőtt körülményeit nem lehet közvetlen segítség nélkül, saját egyéni cselekvéssel megváltoztatni vagy javítani.